# Seilles
Seilles (in vallone Seye) è una frazione della città belga di Andenne, situata nella provincia di Namur, nella regione della Vallonia.
Dal al punto di vista amministrativo, si tratta di un ex-comune, dal 1977 accorpato alla municipalità di Ardenne.